# Levente
Levente régi magyar személynév. Általában a lesz ige származékának tartják, eszerint jelentése: levőcske, kis lény. Más, újabb vélemény szerint eredeti formája Lovanta lehetett, ami egy vadászat jelentésű szláv szó névképzővel megtoldott alakja, s így jelentése vadász lenne. Annyi bizonyos, hogy a levente közszónak nincs köze a névhez, mert az jóval későbbi keletkezésű.
Hasonló nevet viselt a hunok uralkodó törzse, illetve uralkodócsaládja. A hunok egyik fejedelmének uralkodói neve például Csecse vagy Csicsi (i. e. kb. 55–36.), családi neve pedig – kínai átírásban – Luanti Hutuvusze (攣鞮呼屠吾斯) volt. Czuczor Gergely és Fogarasi János szerint a levente régi magyar szó. A hasonló kifejezés (levend) jelentése a török nyelvben akaratos, makacs, önfejű.

## Gyakorisága
Az 1990-es években gyakori név, a 2000-es években a 3-9. leggyakoribb férfinév.

## Névnapok
- február 13.[2]
- június 18.[2]
- június 24.[2]
- június 28.[2]
- november 12.[2]

## Híres Leventék
- Levente, Árpád fejedelem legidősebb fia
- Levente, Taksony fejedelem dédunokája, a megvakított Vazul legidősebb fia, I. András és I. Béla királyok testvére
- Gyöngyösi Levente zeneszerző
- Király Levente színművész
- Szörényi Levente zenész
- Osztovits Levente műfordító, irodalomtörténész, egyetemi tanár
- Szente B. Levente romániai magyar költő, újságíró.
- Szuper Levente magyar jégkorongozó, NHL játékos
- Bajári Levente balettművész, a Magyar Állami Operaház első magántáncosa
- Kárpáti Levente színész
- Riz Levente politikus
- Bella Levente zenész, műsorvezető